# Psectrosciara elachys
Psectrosciara elachys är en tvåvingeart som beskrevs av Cook 1971. Psectrosciara elachys ingår i släktet Psectrosciara och familjen dyngmyggor. Inga underarter finns listade i Catalogue of Life.